# Bjarne Herjolfsson
Bjarne Herjolfsson, fornvästnordiska Bjarni Herjólfsson eller Herjulfsson, var en isländsk sjöfarare som omnämns i Grönlänningasagan. Cirka år 985 skulle han segla till sin far på Grönland, men råkade ut för dimma och kom ur kurs. Under denna siktade han tre länder: Helluland, Markland och Vinland, vilka brukar antas vara detsamma som Labradors kust. Han gick inte i land, utan sökte sig istället den rätta kursen till Grönland. Bjarne vistades därpå hos sin far på Herjolfsnäs.
Efter några år for Bjarne till Erik jarl i Norge och berättade om sin upptäckt. Han fick dock starka förebråelser för att han inte hade tagit reda på mer om "det nya landet". När han senare anlände hem till Grönland sålde han sitt skepp till Leif Eriksson, Amerikas upptäckare.